# 아이다니 신호장
아이다니 신호장(일본어: 相谷信号場, あいだにしんごうじょう)은 일본 효고현 미카타군 가미정에 있는 서일본 여객철도의 신호장이다.
다케노 역에서 4.0 km, 사쓰 역에서 3.4 km 떨어진 위치에 있으며, 상·하행 열차의 교행이 가능하다. 그러나 2007년 3월 시간표 개정 이후에는 정기 열차의 교행을 위해서는 쓰이지 않고 있다.

## 역사
- 1976년 12월 1일 - 일본국유철도 산인 본선 다케노 역 ~ 사쓰 역 사이에 신설 개업.
- 2007년 3월 18일 - 시간표 개정에 따라 정기적인 교행 일정이 없어졌다.